# 広島市立可部小学校
広島市立可部小学校（ひろしましりつかべしょうがっこう）は、広島県広島市安佐北区可部4丁目にある公立小学校。

## 歴史
- 1874年（明治4年）・可部町立可部小学校として開校。
- 2014年（平成26年）・創立140周年を迎える。

## 学区
- 可部町大字城・大字中野の全域、大字上原・南原・綾ケ谷・勝木の一部
- 可部一丁目、可部三丁目～可部五丁目、可部七丁目、可部東五丁目、可部東六丁目
- 可部二丁目、可部六丁目、可部八丁目、可部九丁目の一部区域[1]

南原・綾ケ谷の生徒は、バスで通学している。

## 校区内の主な施設
- 可部児童館
- 広島市立可部中学校
- 広島県立可部高等学校
- JR西日本可部線可部駅
- JR西日本可部線河戸帆待川駅（一部亀山南小学校学区）
- 安佐北区役所
- 安佐北警察署
- 安佐北区民文化センター・安佐北図書館
- 安佐北区総合福祉センター
- 広島可部郵便局

## 進学先中学校
全域が広島市立可部中学校の学区内であり、卒業生の大半は、ここに進学する。
中には、受験して他の中学校に行く人もいる（広島市立広島中等教育学校など）

## アクセス
- JR可部線河戸帆待川駅から徒歩7分・可部駅から徒歩10分
- 広島バスセンターより、広島交通の路線バスで勝木・大林方面行きで50分可部中央で下車そこから、徒歩3分ほど

## 著名な出身者
- 今中大介 - 元自転車ロードレース選手、近代ツール・ド・フランスの日本人初の参加選手[2]
- 戸田菜穂 - 日本の女優、ホリプロ所属